# Halte de Pontchaillou
La halte de Pontchaillou est une halte ferroviaire française de la ligne de Rennes à Saint-Malo-Saint-Servan, située à la limite des quartiers La Touche et Villejean près du centre hospitalier universitaire de Pontchaillou à Rennes, dans le département d'Ille-et-Vilaine en région Bretagne.
C'est une halte voyageurs de la Société nationale des chemins de fer français (SNCF), desservie par des trains express régionaux TER Bretagne.

## Situation ferroviaire
Établie à 38 mètres d'altitude, la halte de Pontchaillou est située au point kilométrique (PK) 377,295 de la ligne de Rennes à Saint-Malo - Saint-Servan, entre les gares de Rennes et de Betton.

## Histoire

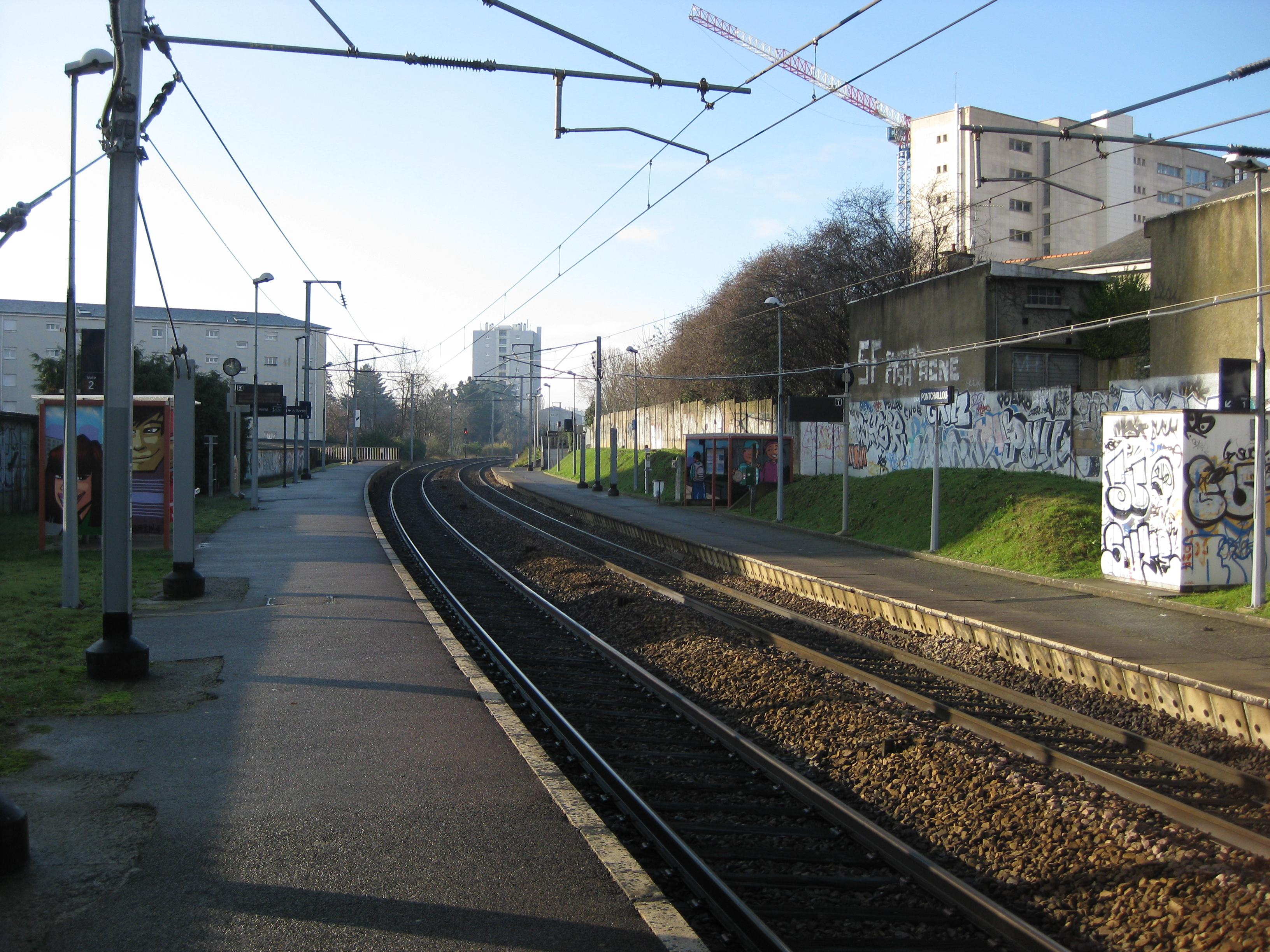
Vue des voies vers le sud en 2008

En 1888, l'idée de construite une gare au niveau de Pontchaillou émerge au conseil municipal, tandis qu'une pétition signée par 3000 rennais demande la création d'une seconde gare dans le quartier de La Touche. Le maire de Rennes Edgard Le Bastard demande à la compagnie des chemins de fer de l'Ouest de présenter un projet au niveau d'un pont projeté dans l'axe formé par la rue Legraverand et l'actuelle avenue du 41e Régiment d'Infanterie sans pour autant défigurer la façade principale de l'hôpital.
Ce projet revient un siècle plus tard dans les années 1980, porté par le District de Rennes et l'autorité organisatrice des transports urbains, le SITCAR,. En août 1985, l'emplacement est fixé au niveau de l'ancienne entrée de l'hôpital au lieu du site initialement envisagé et qui sera occupé par un parking.
En novembre 1985, le SITCAR accorde une subvention de 400 000 francs pour le projet, s'ajoutant aux 500 000 francs de l'État et aux 600 000 francs de la région Bretagne, pour un projet estimé à 1,5 million de francs. L'objectif de cette gare est de faciliter l'accès au centre hospitalier depuis le nord du département et de désengorger aussi bien la circulation que les bus.
La « halte de Pontchaillou » est mise en service le 5 septembre 1988 par la Société nationale des chemins de fer français (SNCF). Elle est construite à proximité de l'ancienne station des Tramways d'Ille-et-Vilaine « Rennes-La Touche », qui était desservie par les trams de la ligne de Rennes Croix de la Mission à Tinténiac, puis vers Saint-Malo, entre 1901 et 1950. À cette époque, un ancien embranchement reliait la ligne d'État de Rennes à Saint-Malo à cette station de tramway.
Au début des années 1990, la fréquentation de la gare est de 1 200 personnes par semaine, cela représente le quart du trafic de la ligne entre Rennes et Montreuil-sur-Ille.
En 2009, la gare est rénovée avec notamment la réfection des abris de quais et un aménagement paysager des abords. Sa fréquentation quotidienne est en moyenne de 410 personnes contre 320 personnes en 2006.
En janvier 2011, un projet est présenté au conseil municipal de Rennes pour une modernisation de la gare. Vu la forte augmentation de fréquentation ces dernières années, la SNCF veut mettre en service des trains express régionaux (TER) à deux étages entre Rennes et Saint-Malo dès 2015. Long de 120 mètres, ils seront capables de transporter jusqu'à 1 000 personnes, or les quais sont devenu trop courts et nécessitent donc d'être rallongés ; la ville de Rennes en profite aussi pour revoir l'insertion de cette gare dans le quartier.

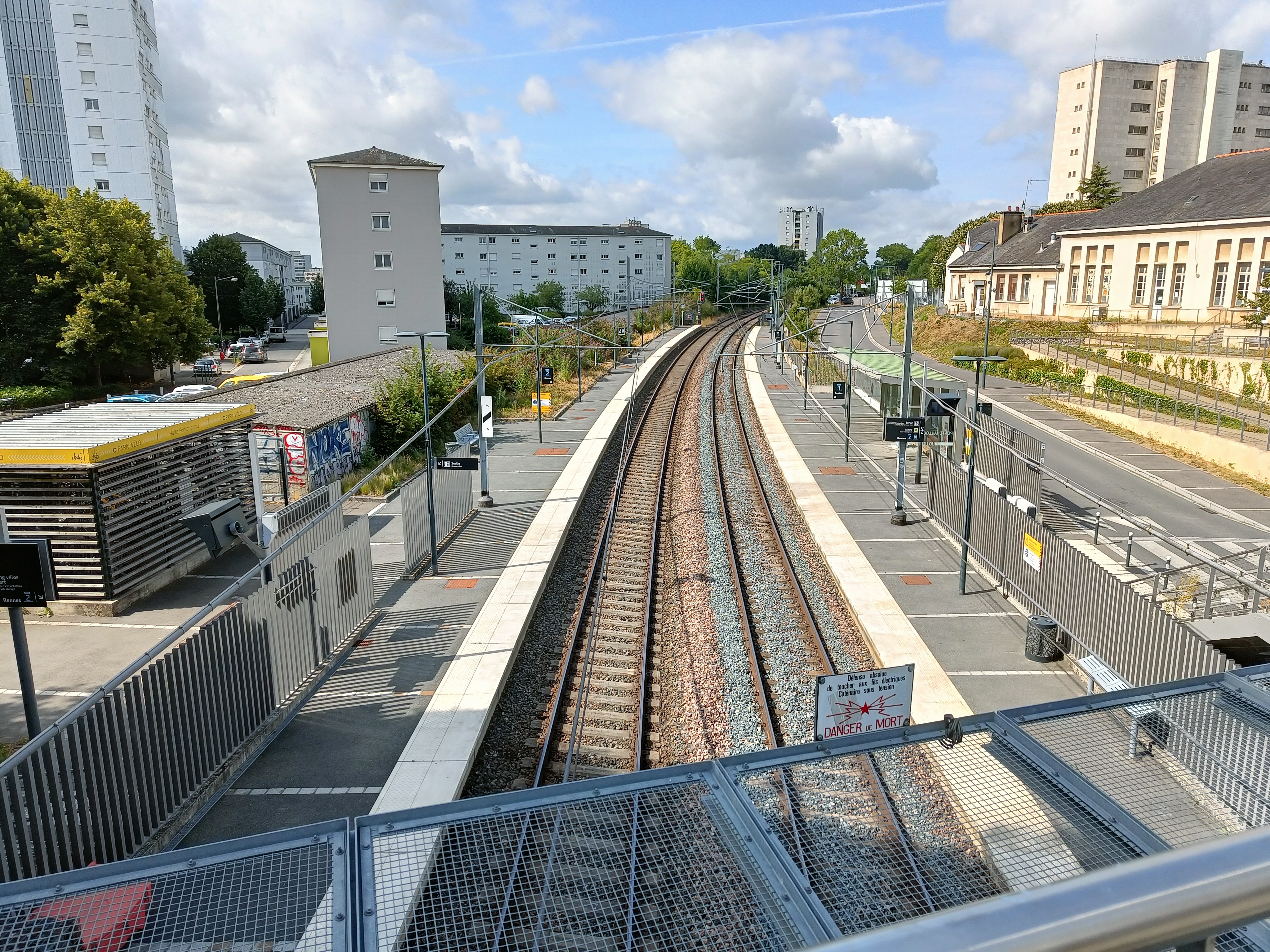
Vue des voies vers le sud en 2023

Les rues et allées à proximité seront réaménagées, une place sera créée (place de Verdun) et un petit pôle d'échange multimodal y sera ajouté (voitures, piétons, bus, cars, métro).
L'avant-projet est approuvé en juillet 2013, le réaménagement de la gare est programmé pour une mise en service en 2017. Le chantier est finalement achevé en 2019
En 2014, c'est une gare voyageurs d'intérêt régional (catégorie B : la fréquentation est supérieure ou égale à 100 000 voyageurs par an de 2010 à 2011), qui dispose de deux quais et deux abris.
La rénovation est finalement effectuée entre 2016 et 2019, pour un budget de six millions d'euros, dont la moitié financée par la ville de Rennes. La longueur des quais a été doublée, passant de 115 m à 220 m afin de pouvoir accueillir les rames Regio 2N et l'intermodalité a été facilité avec la création d'un dépose-minute et un cheminement plus clair vers le métro et le CHU,.

## Fréquentation
De 2015 à 2023, selon les estimations de la SNCF, la fréquentation annuelle de la gare s'élève aux nombres indiqués dans le tableau ci-dessous.
| Année                     | 2015    | 2016    | 2017    | 2018    | 2019    | 2020    | 2021    | 2022    | 2023    |
| ------------------------- | ------- | ------- | ------- | ------- | ------- | ------- | ------- | ------- | ------- |
| Voyageurs                 | 218 345 | 209 053 | 232 582 | 238 854 | 285 092 | 207 480 | 264 082 | 340 500 | 363 931 |
| Voyageurs + non voyageurs | 272 932 | 261 316 | 290 728 | 298 567 | 356 366 | 259 350 | 330 103 | 425 625 | 454 914 |

## Service des voyageurs

### Accueil
C'est une Gare SNCF, point d'arrêt non géré (PANG) à entrée libre, équipée d'automates pour l'achat de titres de transport TER et de deux quais avec abris. Elle est située dans la zone de validité des titres de transport intermodaux Unipass de Rennes Métropole,.

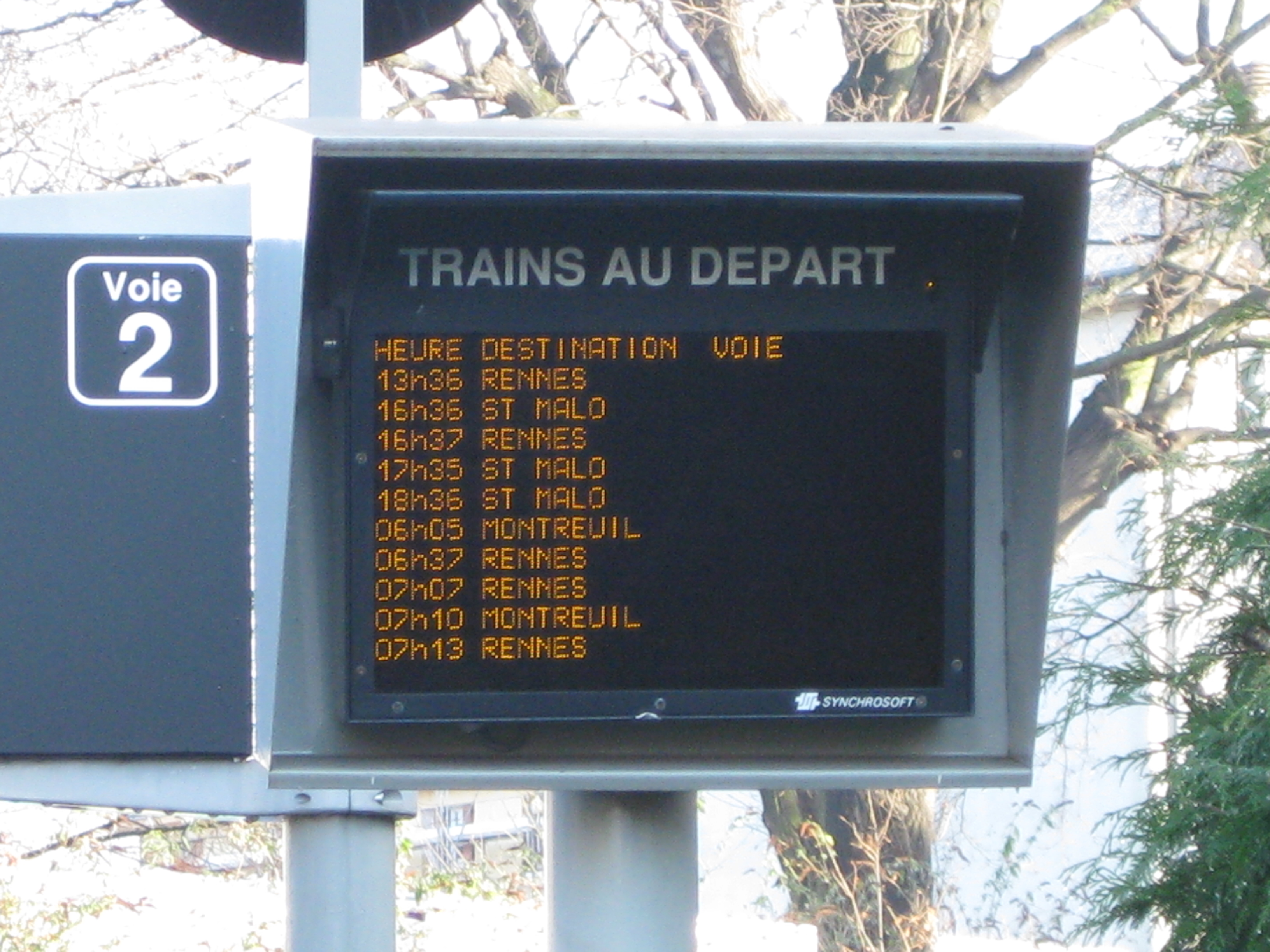
Missions au départ
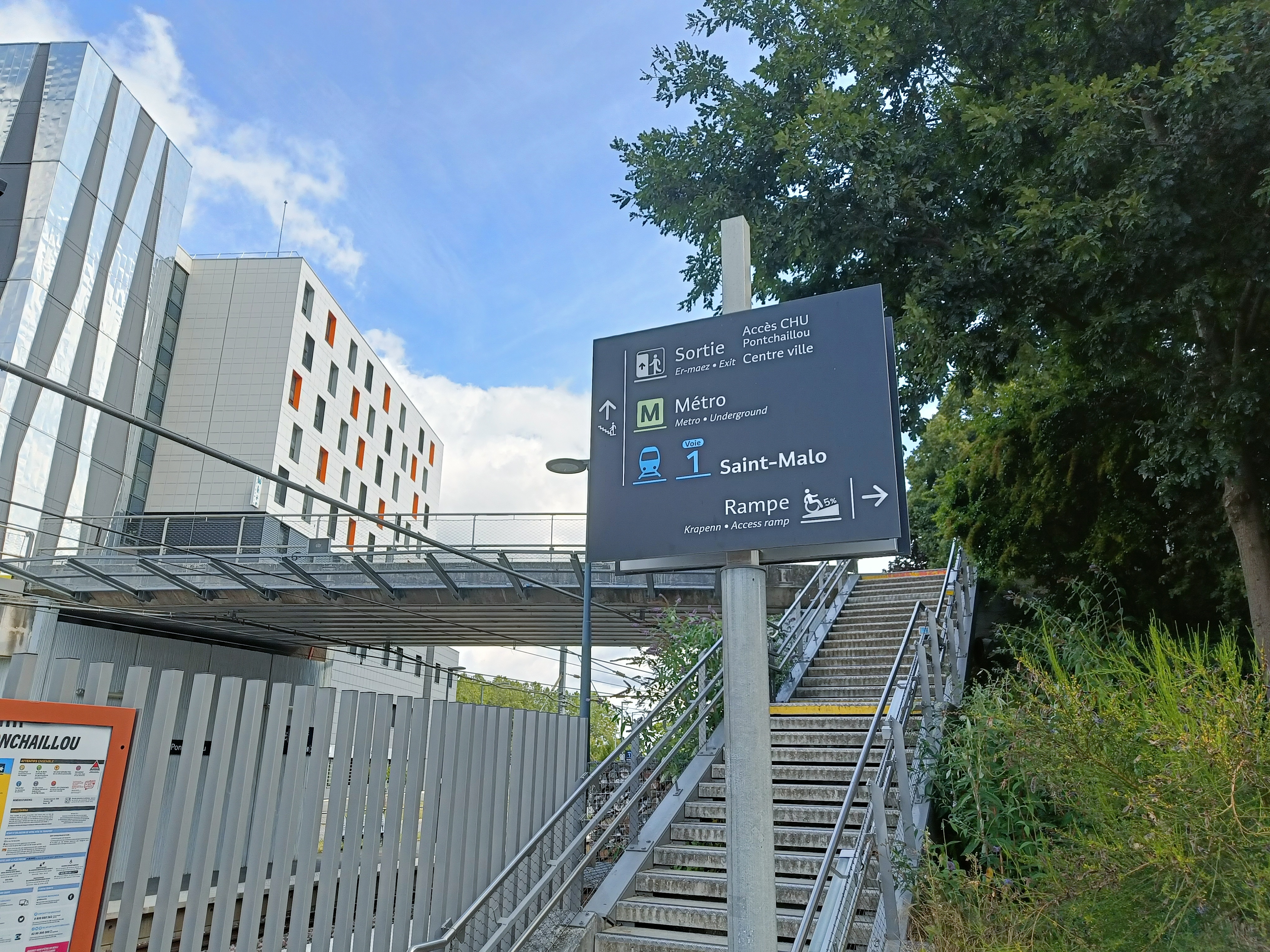
Signalétique d'intermodalité
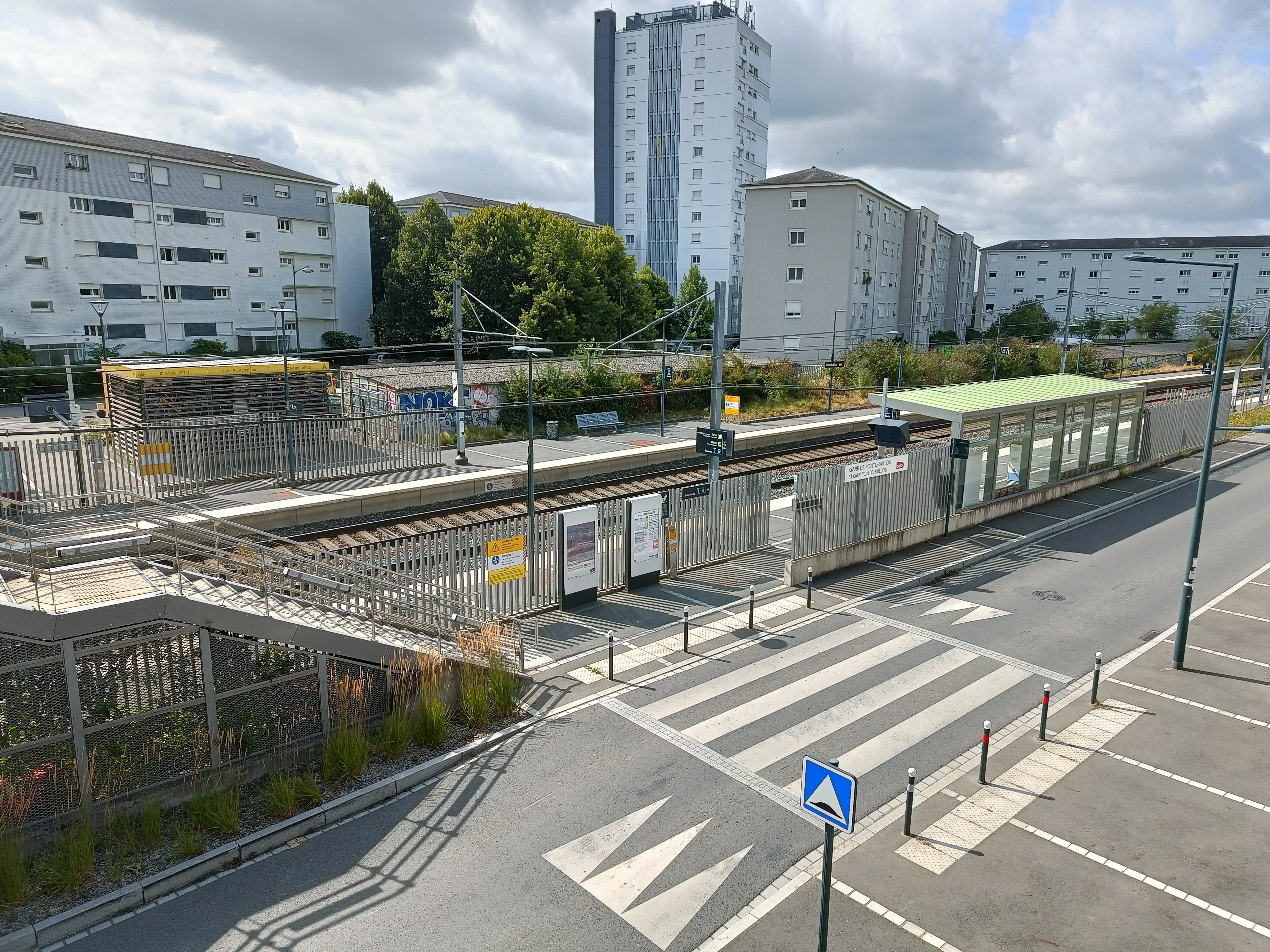
Vue de la halte depuis la passerelle piétonne

### Desserte
Pontchaillou est desservie par des trains TER Bretagne circulant sur les lignes no 07 entre Rennes et Montreuil-sur-Ille, no 13 entre Rennes et Saint-Malo et no 17 entre Rennes et Dol-de-Bretagne.

### Intermodalité
Un parc pour les vélos et un parking pour les véhicules y sont aménagés,.
Elle est desservie par la ligne A du métro de Rennes à la station Anatole France, elle-même desservie par les lignes de bus C1, 10 et 208 du STAR et par les lignes 507, 511, 515, 580 du réseau d'autocars BreizhGo.